# Pablo de María
Pablo de María (Gualeguaychú, 1850 - Montevideo, 1932) va ser un jurista, escriptor, professor i polític uruguaià d'origen argentí.

## Biografia
Va néixer a la ciutat argentina de Gualeguaychú (Entre Ríos), on el seu pare, l'historiador Isidoro de María, exercia funcions com a cònsol.
Va ser redactor i director del diari El Siglo entre 1870 i 1873. Va participar com a soldat ciutadà durant la Revolució del Quebracho el 1886. Va participar al costat de Carlos María Ramírez en la fundació del Partit Constitucional.
Professor de Filosofia del Club Universitari (1877), president de l'Ateneu de Montevideo i de la Societat Universitària, rector de la Universitat de la República, el 1893, 1899, 1908 i 1909; catedràtic de Dret Processal a la Facultat de Dret; ministre de la Suprema Cort de Justícia de l'Uruguai (1911-1914).